# 745 Seventh Avenue
745 Seventh Avenue (también conocido como el edificio Lehman Brothers y Barclays Building) es un rascacielos de 175 m y 38 plantas situado en el barrio de Medio Manhattan en la ciudad de Nueva York. Diseñado por Kohn Pedersen Fox y construido originalmente en 2001 para la firma de servicios financieros Morgan Stanley, fue comprado por la firma competidora Lehman Brothers y sirvió como sede de Lehman hasta el colapso del banco en 2008. Desde entonces el edificio ha funcionado como sede de la división de banca de inversión de Barclays.

## Ubicación

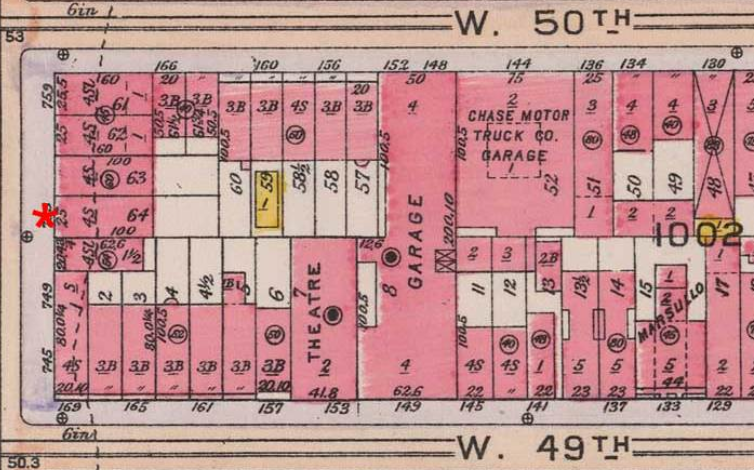
Un mapa de propiedad de 1916 de la manzana que ahora ocupa 745 Seventh Avenue

745 Seventh Avenue se encuentra en el barrio de Times Square en Medio Manhattan, ciudad de Nueva York, Estados Unidos. Está ubicada justo al norte de la intersección actual conocida como Times Square y ocupa la parte occidental de la manzana delimitada por la calle 50 al norte, la calle 49 al sur, la Séptima Avenida al oeste y la Sexta Avenida al este. El lote cubre un área de 5,802.6 m2 con un frente de 61.21 m a lo largo de la Séptima Avenida y una profundidad de 110 m. El edificio comparte cuadra con el 1251 Avenue of the Americas al este. Otros edificios vecinos incluyen 750 Seventh Avenue al oeste, el Winter Garden Theatre al noroeste, The Michelangelo al norte, y 1221 Avenue of the Americas al sureste.
El sitio alguna ves albergó el Brass Rail, un restaurante y taberna de cuatro pisos con un salón de cócteles. El restaurante originalmente abrió como una tienda de sándwiches durante la Ley seca y creció hasta tener una capacidad para más de 1.000 personas.

## Historia

### Planes iniciales de desarrollo
A finales de 1986, la propiedad era propiedad del Grupo Rockefeller, una compañía de desarrollo inmobiliario a cargo del desarrollo de las manzanas occidentales del Rockefeller Center. Como la economía inmobiliaria estaba en auge, la compañía desarrolló planes para un nuevo edificio en la propiedad.  En ese momento, la propiedad era en gran parte un terreno vacío, con la excepción de una pequeña plaza llamada Exxon Park que ocupaba la sección más al este y un pequeño edificio de ladrillos de cuatro pisos frente a la calle 49.
En 1989, el Grupo Rockefeller anunció los planes de construir un edificio de oficinas de 55 pisos, entonces llamado Rockefeller Plaza West, como una expansión del complejo Rockefeller Center. La propuesta, diseñada por Kohn Pedersen Fox, debía incluir un estudio de ensayo, un restaurante y un cabaret, y espacio comercial adicional, así como conexiones subterráneas con el vestíbulo del Rockefeller Center y las líneas de metro circundantes. Habría tenido un total de 126.000 m2 de superficie construida, lo que fue posible gracias a la compra de derechos aéreos de edificios más antiguos del Rockefeller Center, los cuales también eran propiedad del Grupo Rockefeller. Para la compra de los derechos aéreos, los desarrolladores solicitaron un permiso especial bajo la Resolución de Zonificación de la Ciudad de Nueva York § 74-79, que permitía a un desarrollador con una "cadena de propiedad" sobre múltiples propiedades contiguas transferir derechos aéreos de una de sus propiedades a otra.
El diseño del edifico fue bien recibido por la crítica. Presentaba una fachada de piedra caliza y vidrio con ornamentaciones de acero inoxidable, lo que la hacía comparable al diseños de los edificios más antiguos del centro y contrastaba con el diseño monolítico de los edificios más recientes. Paul Goldberger escribió en The New York Times que el edificio "no se parece al edificio RCA ni tampoco al edificio Exxon, pero parece capaz de ubicarse cómodamente junto a ambos." El diseño ganó una cita en la revista Progressive Architecture.
La propuesta fue aprobada por la Comisión para la Preservación de Monumentos y la Junta de Estimación en mayo de 1990, y los trabajos para limpiar el sitio comenzaron poco después. Se esperaba que la construcción comenzara en 1991, demorara tres años y costara "alrededor de 500 millones de dólares". Sin embargo, poco tiempo después de que empezaran los trabajos, el proyecto se vio envuelto en disputas sobre los derechos de desarrollo y, cuando la economía entró en recesión, el proyecto se descartó y se abandonó la transferencia de los derechos aéreos. En 1994, el Grupo Rockefeller recibió permiso de la ciudad de convertir el sitio en un estacionamiento hasta que se encontrara un inquilino ancla para el desarrollo. El estacionamiento tenía 200 plazas.

### Desarrollo moderno

#### Acuerdo con Morgan Stanley
A medida que el mercado de oficinas de la ciudad comenzó a experimentar un resurgimiento en 1997, 745 Seventh Avenue fue uno de los cuatro sitios principales disponibles para el desarrollo en Midtown. El Grupo Rockefeller comenzó a negociar con varios inquilinos potenciales en busca de un desarrollo renovado en el sitio. Varias empresas expresaron interés en ocupar la mayor parte o la totalidad del sitio de Rockefeller West, incluyendo Morgan Stanley, que ya ocupaba espacio en 1585 Broadway a una cuadra de distancia y 750 Seventh Avenue al otro lado de la calle. En ese momento, el sitio seguía siendo usado como un estacionamiento.
La compañía de servicios financieros Bear Stearns estaba entre las empresas más grandes que negociaban un acuerdo ya que su contrato de arrendamiento en el 245 Park Avenue expiraba en 2002 y el edificio requería de renovaciones importantes si la compañía decidía quedarse allí. Bear Stearns buscó la copropiedad del desarrollo y requirió de grandes salas de operaciones en la base del edificio, lo que requeriría una remodelación parcial de la propuesta inicial de 55 pisos. En ese momento, el Grupo Rockefeller también negoció la posibilidad de un edificio más pequeño para otros inquilinos, como Reuters. Sin embargo, estas negociaciones terminaron por fracasar y, tras el fracaso de otras negociaciones con Guardian Life Insurance, el Grupo Rockefeller inició negociaciones con Morgan Stanley en enero de 1998. Ambas empresas discutieron el desarrollo durante 11 meses, y las negociaciones casi fracasaron en octubre, lo que llevó a que temporalmente a los desarrolladores a buscar a PriceWaterhouseCoopers como inquilino antes que Morgan Stanley reanudara las discusiones.
Morgan Stanley firmó una carta de intención en agosto de 1998, expresando su interés en hacerse cargo del sitio de Rockefeller West. En noviembre de 1998, Morgan Stanley y el Grupo Rockefeller finalizaron las negociaciones y firmaron un acuerdo para comenzar a trabajar en un nuevo desarrollo del sitio.  Kohn Pedersen Fox fue nuevamente puesto a cargo del diseño. Según el acuerdo, el Grupo Rockefeller seguiría siendo propietario del terreno, mientras que Morgan Stanley sería propietario del edificio. A cambio, Morgan Stanley pagaría una renta sobre el terreno durante 30 años, después de lo cual Morgan Stanley y el Grupo Rockefeller obtendrían cada uno el 50% de propiedad tanto del edificio como del terreno subyacente. Morgan Stanley tenía la intención de utilizar el edificio como complemento a su sede ubicada en 1585 Broadway, con el deseo de mantener su fuerza laboral concentrada en un área como parte de un "campus urbano de Midtown".

#### Construcción
Para marzo de 1999, el estacionamiento del lugar estaba a punto de ser despejado. Además, se contrató a Tishman Construction como contratista general. Tishman subcontrató el trabajo eléctrico a varias empresas, el contrato eléctrico se retrasó debido a la escasez de electricistas, quienes estaban trabajando simultáneamente en varias otras torres cercanas, como 1540 Broadway y 5 Times Square. Durante la construcción, se elevó cada planta del edificio para acomodar cables y alambres diseñados para que el edificio pudiera atender a sus ocupantes incluso ante el aumento de las demandas tecnológicas. Gregory Clement, uno de los arquitectos principales del edificio, comparó el proyecto con el desarrollo anterior planificado en 1990:

Ese edificio de 55 pisos era un edificio de oficinas especulativo; fue construido específicamente para Morgan Stanley, por lo que sus requisitos técnicos, de espacio y otras necesidades fueron evidentes desde el principio.

Durante la construcción del 745 Seventh Avenue, Morgan Stanley buscó adjudicar al menos el 15% de los contratos a negocios propiedad de minorías y al menos el 5% a negocios propiedad de mujeres. Además, el proyecto empleó a aprendices graduados de escuelas superiores de formación profesional de la ciudad. Para acomodar a los camiones de reparto, Tishman construyó un muelle de carga temporal detrás del edificio donde había estado el Exxon Park, pero restauró y "mejoró" la plaza una vez culminó la construcción. El edificio se coronó en noviembre de 2000, menos de ocho meses después que empezara la construcción, y estaba previsto que se terminara dentro del plazo de 25 meses requerido por el contrato de Tishman. Originalmente, Morgan Stanley había planeado relocalizar a 3700 trabajadores del World Trade Center al edificio, principalmente de sus departamentos de ventas comerciales e institucionales. Entre el 1585 Broadway y el 745 Seventh Avenue, Morgan Stanley podría albergar a un total de 5000 comerciantes.

#### Venta a Lehman Brothers y finalización
El sentimiento de Morgan Stanley cambió después del colapso del World Trade Center durante los ataques del 11 de septiembre, que expuso la vulnerabilidad de concentrar a los trabajadores en un área dependiente de la misma red y los mismos servicios. En ese momento, las instalaciones de respaldo y los departamentos comerciales de Morgan Stanley se concentraban en Times Square. La empresa consideró que la proximidad del edificio a su sede era un riesgo, en su lugar decidió alquilar espacios en otras partes de Manhattan y otras zonas del Área metropolitana de Nueva York. El director ejecutivo de Morgan Stanley, John J. Mack, quien había sido el mayor impulsor del proyecto, también fue expulsado de la empresa; The Wall Street Journal dijo que la idea de vender el edificio parcialmente terminado era "más aceptable" como resultado. Para entonces, el edifico estaba valorado en 450 millones de dólares y los expertos inmobiliarios creían que podría alquilarse a 60 dólares el pie cuadrado (650 dólares/m2) a pesar de los ataques.
En octubre de 2001, Morgan Stanley vendió el edificio a Lehman Brothers, que acababa de ser desplazado de su sede en el 3 World Financial Center debido a los ataques y estaba alquilando habitaciones en el cercano Sheraton Times Square Hotel. La empresa buscaba urgentemente una nueva sede, ya que la alternativa era esperar un año y medio a que se renovara su edificio original. El precio de la venta fue citado entre 650 y 700 millones de dólares; fue la única compra importante de un edificio de oficinas en Manhattan en los cuatro meses posteriores a los ataques del 11 de septiembre. El acuerdo fue en ese momento la compra más cara de un edifico de oficinas en la ciudad de Nueva York por pie cuadrado, a entre 650 y 700 dólares por pie cuadrado (7.000 y 7.500 dólares por m2). El Grupo Rockefeller mantuvo su participación accionaria después del acuerdo. Después de vender el edificio, Morgan Stanley tuvo que arrendar entre 500 y 700 mil pies cuadrados (46.000 y 65.000 m2) en otro lugar. Morgan Stanley pasó a subarrendar espacios de oficina en otras partes de la ciudad antes de comprar la antigua sede de Texaco en White Plains en un esfuerzo por dispersar sus operaciones. Mientras tanto, Lehman planeaba vender o arrendar su antiguo espacio después de comprar el 745 Seventh Avenue; la empresa finalmente vendió su participación en el 3 World Financial Center en 2002.

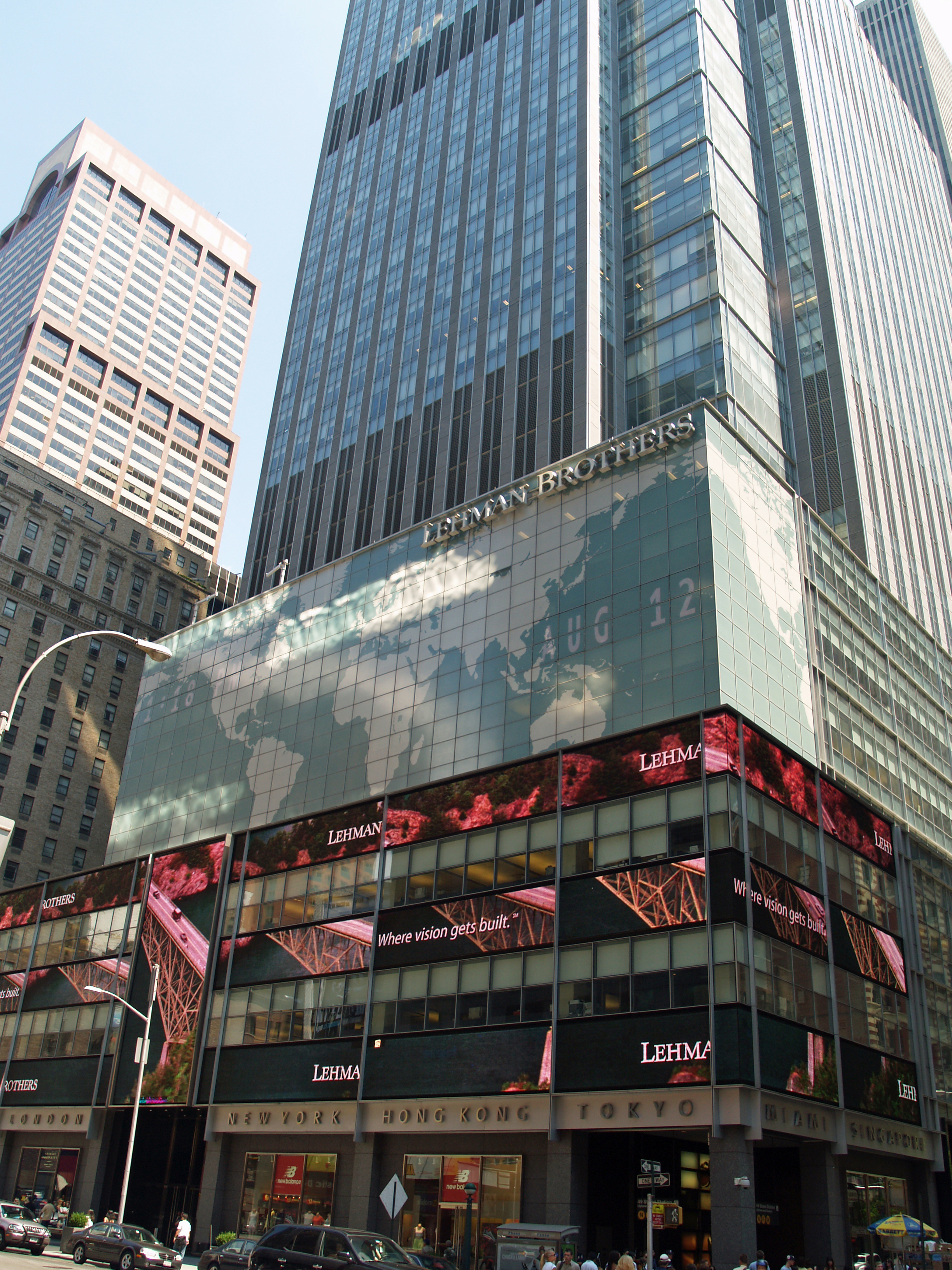
El 745 Seventh Avenue mientras era propiedad de Lehman Brothers.

Al comprar el 745 Seventh Avenue, las normas de zonificación de la ciudad exigieron a Lehman Brothers que destinara el 5% de la superficie del edificio a usos de entretenimiento o donara una cantidad similar para otro espacio de entretenimiento en el Distrito de los Teatros. Para cumplir con este requisito, Lehman propuso financiar el 5% del nuevo edificio de Alvin Ailey American Dance Theater en la calle 55 y la novena avenida; los funcionarios de la ciudad aprobaron esta propuesta en 2002. Devuelta en el 745 Seventh Avenue, a Lehman le quedaban pocos ajustes por hacer. El edificio ya estaba diseñado para el sector bursátil y contaba con las amplias y diáfanas salas de negociación en las plantas bajas y el espacio de oficinas estándar en las plantas superiores, tal como deseaba la empresa. Sin embargo, Lehman trabajó con las empresas de construcción previamente contratadas por Morgan Stanley para completar ajustes adicionales de diseño interior por 80 millones de dólares—que incluyeron el rediseño de dos pisos superiores para agregar oficinas ejecutivas—antes de ocupar el edificio en 2002.

### Uso

#### Ocupación y venta de Lehman
El 745 Seventh Avenue fue el último edificio desarrollado por el Grupo Rockefeller hasta el 30 East 29th Street en 2019. Poco después de finalizar la construcción del edificio, el Grupo Rockefeller equipó el edificio con Wi-Fi. En 2004, Lehman había superado el 745 Seventh Avenue estaba buscando espacio adicional cerca. Un mayor crecimiento impulsó a la empresa a considerar la posibilidad construir una nueva sede en 2007; para entonces, ya alquilaba 2,4 millones de pies cuadrados (220.000 m2) en otros edificios como el 1271 Avenue of the Americas, 1301 Avenue of the Americas y el 399 Park Avenue.
Lehman Brothers se volvió involucrado en la crisis de las hipotecas subprime en 2007 después de cerrar su prestamista subprime debido a las malas condiciones en el mercado hipotecario. La empresa comenzó a sufrir pérdidas importantes en 2008 debido a sus fuertes posiciones en hipotecas subprime. En aquel momento, el Financial Times consideró al edificio como "una de las torres de oficinas más prestigiosas en Manhattan", aunque el periódico informó que los brokers no habían oído nada acerca de una posible venta del edificio. Existían preocupaciones entre los ejecutivos del sector inmobiliario de que, si Lehman se volvía insolvente, el edificio podría convertirse en un elefante blanco. Lehman se declaró en quiebra el 15 de septiembre de ese año; al día siguiente, Barclays anunció que compraría la mayoría de las operaciones de Lehman en Norteamérica, incluyendo el 745 Seventh Avenue, por 1.750 millones de dólares. La mayor parte del precio de compra, 1.500 millones de dólares, se derivó del costo del 745 Seventh Avenue y dos centros de datos en Nueva Jersey. El acuerdo fue revisado posteriormente para que Barclays únicamente adquiriera las operaciones principales de Lehman Brothers y el 745 Seventh Avenue.

#### Ocupación de Barclays
Barclays finalizó su compra de las operaciones principales de Lehman Brothers el 20 de septiembre de 2008, con la cifra siendo reducida a 1.300 millones de dólares, la mayoría de los cuales se destinaron para la sede central y los centros de datos. La venta valoró el 745 Seventh Avenue en 960 millones de dólares, mientras que los dos centros de datos se valorizaron en 330 millones de dólares. Tras la adquisición por parte de Barclays del 745 Seventh Avenue y las operaciones principales de Lehman, la mayoría de los empleados de Lehman comenzaron a trabajar por Barclays. Lehman continuó existiendo como una entidad separada que operaba un pequeño número de propiedades inmobiliarias; sus empleados restantes se trasladaron al cercano 1271 Avenue of the Americas. Después de tomar el edificio, Barclays empezó a mostrar su logotipo en las pantallas del edificio.